# 宇江敏勝
宇江 敏勝（うえ としかつ、1937年8月25日 - ）は、日本の小説家、著述家。

## 経歴
現在の三重県尾鷲市出身。炭焼きの家で育ち、和歌山県立熊野高等学校卒業後、和歌山の山林で働く。同人誌『VIKING』に参加し、小説やエッセイを書く。1980年に自伝「山びとの記」を発表し話題となった。

## 著書
- 『山びとの記 木の国果無山脈』 中公新書 1980年
- 『備長炭 [第3分冊] 労働と暮らし』 吉田弥左衛門 田奈部豆本 1982年
- 『山に棲むなり 山村生活譜』 新宿書房 1983年
- 『山びとの動物誌』 木村しゅうじ画 福音館書店 福音館日曜日文庫 1983年
- 『山の木のひとりごと わたしの民俗誌』 新宿書房 1984年
- 『老師が語る百年こぼればなし・抄』 編 吉田弥左衛門 田奈部豆本 1985年
- 『木と人間の宇宙 1 (若葉萌えいづる山で)』 欅源三郎写真 福音館書店 福音館日曜日文庫 1987年
- 『木と人間の宇宙 2 (青春を川に浮かべて)』 欅源三郎写真 福音館書店 福音館日曜日文庫 1987年
- 『昭和林業私史 わが棲みあとを訪ねて』 農山漁村文化協会 人間選書 1988年
- 『炭焼日記 吉野熊野の山から』 新宿書房 1988年
- 『木の国紀聞 熊野古道より』 新宿書房 1989年
- 『熊野草紙』 草思社 1990年
- 『さらば学舎』 中川秀典写真 求竜堂 1990年
- 『森のめぐみ 熊野の四季を生きる』 岩波新書 1994年
- 『樹木と生きる 山びとの民俗誌』 新宿書房 1995年
- 「宇江敏勝の本」 新宿書房
  1. 『森をゆく旅 木と人と技』 1996年
  2. 『炭焼日記 吉野熊野の山から』 1996年
  3. 『山びとの動物誌 紀州・果無山脈の春秋』 1998年
  4. 『山に棲むなり 山村生活譜』 2001年
  5. 『樹木と生きる 山びとの民俗誌』 2001年
  6. 『若葉は萌えて 山林労働者の日記』 2002年
- 『熊野修験の森 大峯山脈奥駈け記』 岩波書店 1999年
- 『まつわか』 西野通広絵 わかやま絵本の会 熊野古道おはなしシリーズ 1999年
- 『森の語り部』 新宿書房 2000年
- 「宇江敏勝の本 第2期」 新宿書房
  1. 『熊野修験の森 大峯山脈奥駈け記』 2004年
  2. 『山びとの記 木の国果無山脈』 2006年
  3. 『森のめぐみ 熊野の四季を生きる』 2006年
  4. 『熊野川 伐り・筏師・船師・材木商』 2007年
  5. 『森とわたしの歳月 熊野に生きて七十年』 2008年
  6. 『山河微笑 熊野古道の里で』 2009年
- 『世界遺産熊野古道』 新宿書房 2004年
- 『炭焼物語』 武野繁泰作画 青林堂 2005年
- 『山びとの記 木の国果無山脈』山と溪谷社 ヤマケイ文庫 2021年
- 民俗伝奇小説集
  1. 『山人伝』 新宿書房 2011年
  2. 『幽鬼伝』 新宿書房 2012年
  3. 『鹿笛』 新宿書房 2013年
  4. 『鬼の哭く山』 新宿書房 2014年
  5. 『黄金色の夜』 新宿書房 2015年
  6. 『流れ施餓鬼』 新宿書房 2016年
  7. 『熊野木遣節』 新宿書房 2017年
  8. 『呪い釘』 新宿書房 2018年
  9. 『牛鬼の滝』 新宿書房 2019年
  10. 『狸の腹鼓』 新宿書房 2020年